# Stefan Sänger
Stefan Sänger (* 1959) ist ein ehemaliger deutscher Basketballspieler.

## Leben
Sänger spielte bis 1977 in der Jugend sowie der Herrenmannschaft des SC Rist Wedel. 1974 wurde er zu einem Lehrgang der bundesdeutschen Kadettennationalmannschaft eingeladen. Er wechselte zum Hamburger TB, für den er in der 2. Basketball-Bundesliga sowie in der Basketball-Bundesliga auflief, danach zog es ihn zum Studium ins italienische Florenz, wo er ebenfalls Basketball spielte.
1987 stieg der 1,88 Meter große Spieler mit dem Berliner Verein Neuköllner Sportfreunde in die 2. Bundesliga auf. Dort schaffte er mit der Mannschaft, zu der damals auch Spieler wie Frank Menz, Frank Müller, Peter Kortmann und Detlef Kornett gehörten, in der Saison 1987/88 den Klassenerhalt. Anschließend zog sich Sänger in die zweite Mannschaft der Berliner zurück.